# Johann Haselgruber
Johann Haselgruber (* 4. Februar 1919 in Linz; † 8. November 1967 in Wien) war ein österreichischer Unternehmer, der am Ende der 1950er-Jahre durch eine Parteispendenaffäre und die Insolvenz seiner Firma Aufsehen erregte.

## Leben und Karriere
Haselgruber war Lehrling in einer Linzer Lebensmittelhandlung und illegales Mitglied der NSDAP, am 24. Mai 1938 beantragte er die reguläre Aufnahme in die Partei und wurde rückwirkend zum 1. Mai desselben Jahres aufgenommen (Mitgliedsnummer 6.363.605). Ab 1940 Soldat in der deutschen Wehrmacht, war Haselgruber schon im Krieg mit der Organisation von Metallen für die deutsche Rüstungswirtschaft befasst. Nach 1945 war er zunächst als Schrott- und Metallgroßhändler in Deutschland tätig und dabei in Ostgeschäfte verwickelt, die ihm einen höchst kritischen Artikel im Spiegel vom 25. April 1951 eintrugen. 1951 gründete er in St. Andrä-Wördern in Niederösterreich ein Eisenwerk (Walzwerk, später auch Stahlwerk), dessen Verwaltungszentrale sich in Wien befand. Die Firma wurde kurzfristig zum Großunternehmen, das kurz vor der Krise von 1958 bis zu 1400 Arbeitskräfte beschäftigte. Das schwer verschuldete Eisenwerk mit exzellenten Ostkontakten geriet allerdings bald in Schwierigkeiten, wobei Haselgruber offenbar versuchte, durch „Darlehen“ an die Wiener ÖVP weitere Kredithilfen zu erlangen. (Im Ausgleichsverfahren wurden laut Arbeiter-Zeitung vom 30. August 1958 Forderungen des Unternehmens „an politische Organisationen“ von 17 bis 23 Millionen Schilling ausgewiesen).
Ein Ausgleich erwies sich letztlich als nicht möglich. Die verstaatlichte Österreichisch-Alpine Montangesellschaft führte das Stahlwerk mit etwa 200 Mitarbeitern noch bis 1967 weiter, dann kam es zum endgültigen Aus. 1977 wurde das ehemalige Betriebsgelände von der Gemeinde St. Andrä-Wördern käuflich erworben, die dort Wohnungen und ein Gewerbegebiet errichtete.
Haselgruber selbst war 1959 wegen fahrlässiger Krida zu acht Monaten Arrest verurteilt worden. Er begann danach wieder mit Schrott zu handeln, hatte aber geschäftliche und familiäre Probleme. Im November 1967 beging er Selbstmord mit Leuchtgas.
Der „Fall Haselgruber“ wurde zeitweilig zu einem vorrangigen Thema der österreichischen Innenpolitik, vor allem im Juni und Juli 1958 (im Hinblick auf das im August gescheiterte Ausgleichsverfahren), und er spielte auch für die Nationalratswahlen von 1959 eine Rolle. Er trug auch entscheidend zu dem am 6. Juni 1958 erfolgten Sturz des Landesparteiobmanns der Wiener ÖVP Fritz Polcar bei.

## Kabarett
Die Drei Spitzbuben nahmen den Don Haselgruber Song auf, die Single (Harmona 3D Nr. 36439) trägt den Titel In der Bodega von Langenlois und ist eine Parodie auf den Calypso In der Arena von Guayaquil.